# Castellaro (Gottolengo)
Il Castellaro è una zona posta a sud dell'abitato di Gottolengo compresa tra il fiume locale "Guarinello" e il Gambara. Esso è divenuto famoso a partire dagli anni venti per i numerosi ritrovamenti archeologici dissotterrati nell'area. Il Castellaro è inoltre la località più elevata di tutta l'area gottolenghese, seppur di modesta altezza.

## La storia
Il Castellaro fu il posto dove i primi abitanti delle zone attigue a Gottolengo (Galli) iniziarono a insediarsi fin dall'età neolitica come testimoniato dalle varie tombe e lapidi rinvenute sul territorio. Il rilievo divenne poi un vero villaggio attorno al 1500 a.C., periodo nel quale andava sviluppandosi l'età del bronzo. Questa zona, essendo il punto più alto del paese, è anche il punto più protetto e meglio difendibile di tutto il circondario, poiché dalla sommità di esso si poteva controllare tutta la campagna limitrofa, il Castellaro era inoltre racchiuso dalle paludi e circondato da torrenti che rendevano difficoltoso l'accesso ai nemici delle popolazioni che vi abitavano.
Tuttavia il luogo venne progressivamente abbandonato, e le popolazioni si spostarono ed andarono a vivere nell'area dove oggi sorge l'odierno paese di Gottolengo. Lo spostamento fu ultimato nel periodo in cui i monaci Benedettini iniziarono a bonificare le terre nell'area attorno alla loro abbazia, situata nella confinante cittadina di Leno. Il Castellaro si trasformò e rimase per molto tempo solo un semplice campo lavorato da contadini che abitavano nella campagna circostante e nel borgo.
Il luogo venne ripreso in considerazione solo nella prima metà del Novecento quando iniziarono ad affiorare i primi resti archeologici, e si iniziò ad apprendere così l'importanza storica che aveva assunto il territorio di Gottolengo per l'archeologia. Gli scavi s'interruppero allo scoppio della Seconda guerra mondiale.
Oggi il Castellaro ha riperso la sua importanza ritornando di nuovo un campo coltivato. Ma ormai il sito è completamente stato depredato di qualsiasi presenza storica nei secoli.

## I ritrovamenti archeologici
Attorno al 1925 cominciarono ad affiorare alla luce nella zona numerosi reperti archeologici facenti capo alle popolazioni galliche e ai romani, si sono via via ritrovati numerosi oggetti d'uso quotidiano, ceramiche e cocci, ma anche armi, monete, stampi, asce, accette, e numerosissime pietre levigate di selce, ma sul Castellaro e nella campagna attigua sono state anche disseppellite lapidi di origine gallica. Tuttavia, le scoperte più importanti sono costituite da un elmo con intarsi di particolare pregio e con lineamenti floreali di bronzo e da un corno da suono in terracotta fra i più antichi al mondo. I ritrovamenti sono via via spariti. Oggi è possibile vedere i ritrovamenti più preziosi e meglio conservati all'interno del Museo di Santa Giulia di Brescia, mentre altri sono esposti all'interno della Casa Torre in Gottolengo, piccolo museo nel centro del paese.